# Kukačka kokil
Kukačka kokil (Phaenicophaeus tristis) je druh kukačky, která je rozšířena napříč Indickým subkontinentem a jihovýchodní Asií.

## Systematika
Za taxonomickou autoritu druhu se považuje francouzský přírodovědec René Lesson, jenž kukačku popsal v roce 1830. Rozlišují se dva poddruhy s následujícím rozšířením:
- P. t. tristis (Lesson, RP, 1830) − od severní Indie po jižní Čínu, jihovýchodní Asii a Sumatru;
- P. t. kangeangensis (Vorderman, 1893) − Kangeanské ostrovy.

Druhové jméno tristis pochází z latiny, ve které znamená „zachmuřený“.

## Výskyt
Kukačka koril se vyskytuje v celé řadě různých habitatů. Patří k nim původní pralesní i sekundární porosty (stálezelené i částečně opadavé), husté houštiny a křoviny, zemědělská pole, pobřežní vegetace, kopcovité lesy nebo bambusové podrosty. Obývá nížiny i pahorkatou krajinu do 1800 m n. m.

## Popis

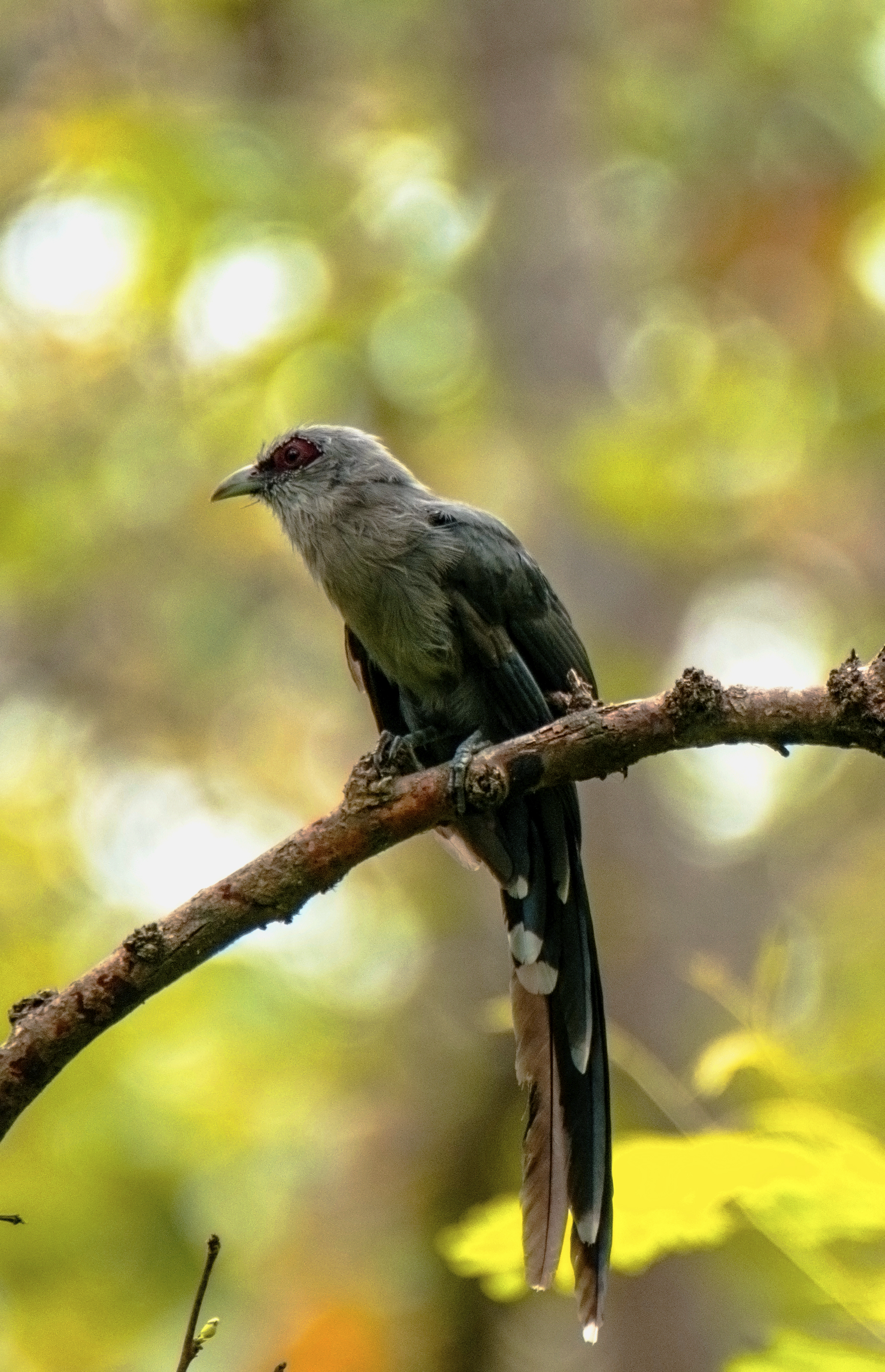
Kukačka kokil s patrnými bílými konci ocasních per

Tato statná kukačka dorůstá délky těla kolem 51−60 cm. Z toho až 37 cm zabírá ocas, který tak dosahuje kolem dvou třetin celkové délky těla. Barva duhovek se pohybuje od hnědé přes červenohnědou po karmínovou. Od kořene zobáku přes oči až za oči se táhne sytě karmínová kůže. Nohy a statný, mírně dolů stočený zobák jsou nazelenalé.
Hlava a krk jsou šedé. Kolem karmínové kůže kolem oka se táhne tenká, někdy přerušovaná bílá tenká linka. Spodní část těla je šedá a postupně na břichu přechází v tmavě šedou. Ocas je z obou stran černý se zeleným odleskem; rýdovací pera mají bílé konečky a postupně se prodlužují, nicméně rychle se obrušují a v létě se bílé konce vytrácí. Křídla jsou shora kovově zelená.

## Biologie
Většinou se vyskytuje v páru. Živí se hmyzem včetně velkých housenek a velkých zástupců rovnokřídlých, nepohrdne ani menšími obratlovci jako jsou plazi. Hlasový projev kukačky zahrnuje měkké nazální „oh oh oh oh“, kterým se kukačka opakovaně ozývá ze svého teritoria. K dalším zvukům kukačky patří skřehotající „ko, ko, ko, ko“.
Zahnizďuje mezi dubnem a srpnem. Hnízdo z větviček bývá umístěno na stromě několik metrů nad zemí. Samice snáší 2−3, případně 4 křídová vejce o rozměrech 34×26 mm. Inkubují oba partneři.

## Ohrožení
Mezinárodní svaz ochrany přírody (IUCN) považuje kukačku kuril za málo dotčený druh se stabilní populací.